# Mario Céspedes
Mario Gastón Céspedes Gutiérrez (Santiago, 24 de abril de 1921-Santiago, 26 de julio de 2007) fue un locutor y comunicador, conductor de programas culturales y profesor de historia chileno. Fue miembro del Departamento de Historia de la Facultad de Filosofía y Educación de la Universidad de Chile, y uno de los fundadores de las escuelas de Periodismo y Sociología de la misma Universidad. Director y fundador de la Radio Universidad de Concepción (Chile), y asesor en programas de historia y cultura de la Radio de la Universidad de San José (Costa Rica). Militante de izquierda, apoyó el gobierno de Salvador Allende, por lo que fue detenido y torturado tras el golpe militar de 1973.

## Biografía
Mario Céspedes Gutiérrez nació en Santiago de Chile, en 1921. Cursó sus estudios básicos en el Liceo Valentín Letelier de Santiago, para posteriormente estudiar en el Instituto Pedagógico de la Universidad de Chile, donde se titularía de Profesor de Historia y Geografía. Siendo aún estudiante, comenzó su trabajo de locutor y comunicador en la Radio Agricultura. Se casó con Lelia Garreaud, también profesora de historia.
Fue por casi dos décadas profesor del Instituto Nacional y posteriormente del Liceo Experimental Manuel de Salas de la Universidad de Chile.
En 1959, el rector de la Universidad de Concepción, don David Stitchkin Branover le pide que organice un servicio de radiodifusión público en la ciudad de Concepción, con énfasis en programas culturales y educativos. Así, en agosto del mismo año se inician emisiones experimentales, y al fin, el 14 de septiembre comienza oficialmente a transmitir la Radio Universidad de Concepción. La voz que daría inicio a las transmsiones sería la de Mario Céspedes. Cabe destacar la inmediata importancia que ganó la Radio Universidad de Concepción, sobre todo por su variado repertorio musical, como también por sus entrevistas a importantes personalidades, destacando la entrevista realizada por Mario Céspedes a Violeta Parra.
De vuelta en Santiago, en 1960 vuelve a trabajar en la Universidad de Chile, donde será uno de los fundadores de las escuelas de Periodismo y de Sociología, en las cuales tendrá la cátedra de Historia Social y Política de Chile. Además, entre 1968 y 1969, Mario Céspedes participaría en la Reforma Universitaria. Más adelante, fue director artístico de Radio Agricultura y en el Canal 9 de la Universidad de Chile se destacó por importantes programas culturales, como el famoso concurso Cumpla su deseo con CRAV, programa que era transmitido por radio y televisión. Entre 1970 y 1972 fue moderador del programa A tres bandas en Televisión Nacional de Chile (TVN).
En 1973, antes del golpe de Estado, era representante del Partido Comunista en el directorio de TVN. Detenido por los militares, el 13 de septiembre de ese año fue conducido al Estadio Chile (hoy Estadio Víctor Jara) y días después al Estadio Nacional, relegado a la oficina Chacabuco en medio del desierto nortino, como miles de chilenos, fue vejado y torturado, pasó un año privado de libertad, sin cargos ni juicio.
Una vez liberado, partió al exilio y entre numerosas ofertas privilegió el llamado de su amigo don Carlos Monge, intelectual  costarricense que le abre las puertas de la Universidad de Costa Rica. Allí vivirá un exilio de siete años, tiempo en el que imparte clases de Historia de la Cultura en la Universidad, trabaja diariamente en la Radio Universitaria, y publica con la Editorial Universitaria dos antologías poéticas: de Gabriela Mistral y de Vicente Huidobro, entre otros trabajos. Además, colaboraría también en el diario Excelsior de San José de Costa Rica.
Vuelve a Chile en 1981 y a pesar de las dificultades de la época, Radio Chilena lo contrató como uno de los locutores de su informativo "Primera Plana". En Radio Cooperativa fue jurado junto a Leopoldo Castedo y Alfonso Calderón del concurso "Encuentro de Dos Mundos" realizado en 1992, relacionado con el descubrimiento de América y los 500 años. Más adelante vuelve a la docencia en la Universidad Diego Portales. Además, junto a su esposa Leila Garreaud, realizan un largo trabajo de investigación que culmina con la publicación del "Gran Diccionario Biográfico Cultural de Chile", Editado por Alfa Editores en 1988. Su labor radial continuó en Radio Nuevo Mundo de Santiago donde realizaba microprogramas de cultura.
En la década de los '90, se vio afectado por una enfermedad que lo mantuvo alejado de la esfera pública por el resto de su vida.
Falleció el 26 de julio de 2007.

## Obras
"Gran Diccionario Biográfico Cultural de Chile", junto con su esposa Lelia Garreaud.
"Recados para América", con textos de Gabriela Mistral.